# Rábula de Edesa
Rábula de Edessa (Calcis de Celesiria, ca. 350 - Edesa, ca. agosto de 435) fue un obispo de Edesa desde 412 hasta su muerte, en 435. Era hijo de un sacerdote pagano y una cristiana devota. Profesó durante algunos años el paganismo de su padre, sin embargo, bajo influencia de Eusebio de Calcis y Acacio de Alepo, y por haber presenciado un milagro, se convirtió al cristianismo y se hizo monje.
Se dedicó los años siguientes al ascetismo cristiano y en 412, o quizá un año antes, fue nombrado obispo de Edesa (actual Sanliurfa), uno de los más importantes centros del cristianismo en el Oriente. En esta posición, se hizo un férreo adversario de las enseñanzas de Teodoro de Mopsuestia y Nestorio. Fue un amigo próximo a Cirilo de Alejandría.

## Biografía
Rábula nació ca. 350 en Calcis de Celesiria, una ciudad y sede episcopal a pocos kilómetros al sur de Alepo, en Siria. Su padre era un sacerdote pagano y aunque su madre era una devota cristiana, Rábula permaneció desligado de la religión hasta un poco después de su boda. Durante un viaje por sus tierras en el campo, se convirtió al cristianismo, en parte por haber tenido contacto con un caso de cura milagrosa y en parte a causa de la influencia de las enseñanzas de Eusebio de Calcis y Acacio de Alepo. Después de su conversión, Rábula se hizo monje.
Con toda la energía que le era natural, se dedicó a la práctica del ascetismo cristiano, vendiendo todas sus posesiones y separándose de su esposa y parientes. Vivió por un tiempo en un monasterio y pasó grandes dificultades como un eremita solitario. Con la muerte de Diógenes, obispo de Edesa, hacia el año 411, Rábula fue elegido como su sucesor y aceptó inmediatamente. Tras una carrera de veinticuatro años como obispo, murió en agosto de 435, siendo sucedido por Ibas de Edesa.
Como obispo, Rábula demostró una energía extraordinaria, por el continuo ascetismo en su vida personal, por la forma como él cuidó de todos los pobres y necesitados de su diócesis, por su cuidado con la disciplina del clero y de los monjes que estaban bajo su autoridad y, finalmente, por la feroz determinación con que él combatió las herejías, especialmente la creciente escuela de los seguidores de Nestorio. En cierta ocasión, visitó Constantinopla y predicó denunciando la doctrina nestoriana, en contra de Teodosio II (r. 408–450), que era entonces un simpatizante de Nestorio. Este sermón sobrevivió parcialmente en una traducción siríaca.
En consonancia con el panegirista de su Vida, aunque fuera un notorio adversario de las enseñanzas de Nestorio, con ocasión del Primer Concilio del Éfeso, en 431, estuvo del lado de Juan I de Antioquía, y su nombre es encontrado entre los subscriptores de dos cartas en las cuales la doctrina de Cirilo de Alejandría es denunciada por herética. Pero, pocos meses después, percibió que Cirilo estaba en lo correcto, y se hizo el aliado más intransigente contra el nestorianismo. Su tarea no fue fácil en su diócesis, debido principalmente al prestigio de Teodoro de Mopsuestia, que en la época figuraba como un bastión del nestorianismo. El celo de Rábula para suprimir los escritos de Teodoro fue atribuido por Ibas, en su carta a Maris, a un rencor personal contra la memoria del fallecido.

## Legado

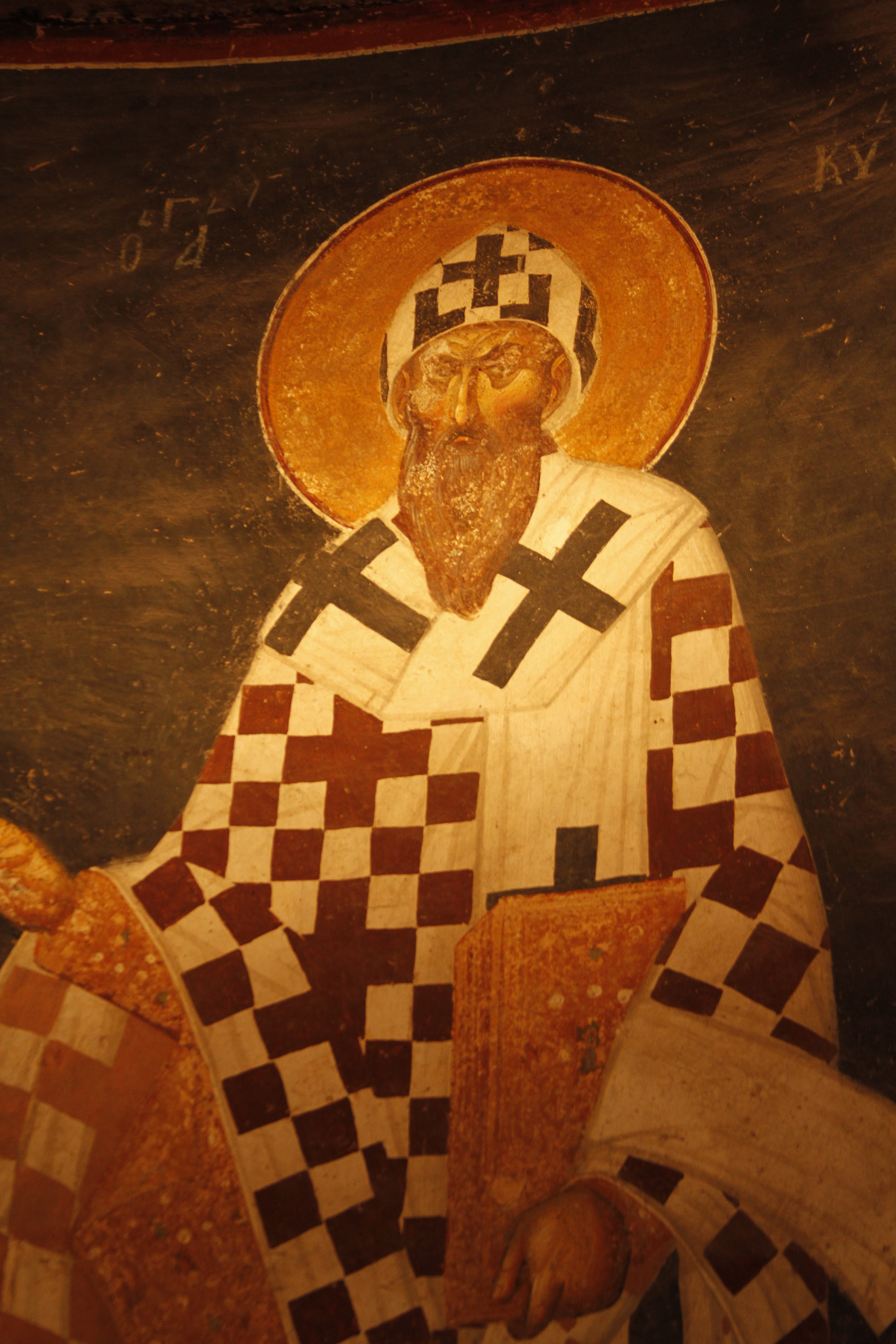
Fresco de Cirilo de Alejandría en la iglesia de San Salvador de Cora, Estambul

El principal legado de Rábula para la literatura siríaca está en el celo con el que luchó para sustituir el Diatessaron (o la "Armonía de Tatiano") por los Evangelios canónicos, ordenando que una copia de ellos debería obligatoriamente ser colocada en todas las iglesias. Su legado literario es pequeño y se encuentra todo en la obra de Overbeck. Como amigo de Cirilo de Alejandría, se ocupó de la traducción de sus tratados del griego al siríaco, en especial su libro titulado "Acerca de la fe correcta" (De recta fide).
La versión sobrevivió preservada en el Museo Británico. En consonancia con su biógrafo, Rábula produjo una versión (o repaso) del Nuevo Testamento en siríaco, conocida como Peshitta. La implicación de Rábula puede haber sido un primer paso en la dirección de la versión filoxeniana. F.C. Burkitt va más adelante y propone la hipótesis de que Rábula, por lo menos en lo que concierne a los Evangelios, ayudó activamente en la traducción del texto actual de la Peshitta, sirviéndose del texto griego existente en Antioquía alrededor del año 400.

### Controversia
Los estudiosos discuten si esta visión positiva de Rábula es acertada. Jan Willem Drijvers observa que "Parece que Rábula no era el obispo modelo que es presentado en la "Vida de Rábula" (Vita Rabbulae), sino un cristiano fanático que habría perseguido a todos los que tenían ideas diferentes, como los diofisitas y otros heréticos, así como los judíos". De hecho, en consonancia con su Vida, inmediatamente después de haberse hecho obispo de Edesa, Rábula, junto a otro monje, Eusebio, futuro obispo de Pantalla, fue hasta Baalbek (Heliópolis), en la Fenicia Libanense, uno de los últimos refugios del paganismo, con el objetivo de conseguir su propio martirio, atacando las imágenes sagradas de los paganos de Fenicia. En vez de acabar muerto, como esperaba, sufrió una severa paliza. En la "Vida de Rábula" se afirma que fue salvado de la muerte por cuenta de su destino, que era obtener el episcopado. El estudioso Michael Geddis nota que este es exactamente el tipo de comportamiento suicida condenado por Agustín de Hipona. Felizmente para los ciudadanos de Baalbek (si no para Rábula), ellos consiguieron mantener las costumbres y tradiciones de sus antepasados hasta el siglo VI.